# Torsperre (Lübeck)
Die Torsperre, das nächtliche Schließen aller Stadttore, war in Lübeck bis 1864 in Kraft.

## Geschichte
Seit der Frühzeit Lübecks wurden die vier Stadttore – Holstentor, Burgtor, Hüxtertor und Mühlentor –, welche die einzigen Zugänge zum inselartigen Gebiet der heutigen Altstadt darstellten, bei Einbruch der Abenddämmerung geschlossen und erst bei Anbruch des folgenden Tages wieder geöffnet. Auf diese Weise war zumindest in der Theorie sichergestellt, dass es niemandem möglich war, im Schutze der Dunkelheit unbemerkt die Stadt zu betreten oder zu verlassen. Dadurch sollte nächtlicher Schmuggel akzisepflichtiger Waren ebenso unterbunden werden wie das heimliche Eindringen unerwünschter Personen. Dabei war ein kontrolliertes Passieren der Stadttore in gewissen Grenzen auch nach Beginn der Torsperre möglich: Gegen Entrichtung des Sperrgelds, eines festgelegten Entgelts, das bei den Torwachen zu zahlen war, konnten spät Eintreffende noch bis Mitternacht in die Stadt gelangen.
Im 18. Jahrhundert wurden die nächtlichen Durchlassgebühren nach Zeitabschnitten sowie der Art des Verkehrsmittels gestaffelt, wobei Fußgänger den niedrigsten Satz zahlten und mit drei oder mehr Pferden bespannte Fuhrwerke den höchsten. Auf dem Arm getragene Kleinkinder passierten die Tore kostenfrei. In den Wintermonaten begann der erste Zeitabschnitt der Torsperre mit der Schließung der Tore um 16:30 Uhr, der zweite um 21 Uhr und der dritte um 23 Uhr; nach 24 Uhr war auch weiterhin kein Einlass mehr gestattet. Während des Sommers dauerten die Abschnitte von 22 bis 23 und von 23 bis 24 Uhr. Je später der Zeitabschnitt, desto höher war das Sperrgeld; so hatte ein Reiter im ersten Abschnitt 4 Lübsche Schillinge zu entrichten, im zweiten 6 und im dritten 8. Der Beginn jedes Zeitabschnitts wurde im Voraus durch Trommelschläge angekündigt und durch das Läuten der Stundenglocke von St. Marien in Kraft gesetzt. Erst mit dem letzten Glockenschlag durfte die höhere Gebühr des neuen Abschnitts erhoben werden.
Im Zuge der französischen Annexion Lübecks 1811 wurde die Torsperre aufgehoben, jedoch mit der Wiedererlangung der Souveränität 1813 wieder eingeführt. Sie blieb auch in den folgenden Jahrzehnten bestehen, wurde jedoch zunehmend Gegenstand der Kritik, die erheblich zunahm, nachdem 1851 auf der Wallhalbinsel, und somit außerhalb der Tore, der erste Lübecker Bahnhof den Betrieb aufnahm. Dass die Reisenden, die mit den letzten Zügen des Tages eintrafen, sich vor verschlossenen Stadttoren wiederfanden und zur Zahlung einer Gebühr genötigt wurden, wollten sie ihre Unterkunft in der Stadt aufsuchen, wurde weit über Lübeck hinaus als peinlicher Anachronismus angesehen. Zudem hemmte die Torsperre merklich die Entwicklung der Vorstädte und die nur langsam einsetzende Industrialisierung Lübecks durch ihre empfindliche Einschränkung des Lieferverkehrs, der nunmehr rund um die Uhr stattfinden sollte, und der täglichen Mobilität der Arbeitskräfte in beiden Richtungen. Dass die Torsperre ihren ursprünglichen Hauptzweck, den nächtlichen Schutz der innerhalb eines klar umgrenztem Raums vollständig versammelten Bürger vor gefährlichen Fremden, nicht mehr erfüllte, war bereits erkannt worden, da eine stetig wachsende Zahl von Lübeckern die sich langsam herausbildenden Vorstädte bewohnte.
Erst zum 1. Mai 1864 wurde durch Senatsbeschluss die Torsperre endgültig aufgehoben und die seit dem Mittelalter praktizierte nächtliche Abschottung der Innenstadt abgeschafft. Die Akzise auf die Einfuhr einer Reihe von Gütern in die Altstadt wurde jedoch unabhängig davon noch bis zum 31. Dezember 1874 erhoben.